# Między brzegami (zbiór opowiadań)
Między brzegami – zbiór opowiadań autorstwa Kazimierza Orłosia wydany przez Państwowy Instytut Wydawniczy w Warszawie w 1961.

## Zawartość
Zbiór zawiera następujące opowiadania:

- Zielone i srebrne,
- Narzeczony Rozalii,
- Wyspa,
- Wujek Julek,
- Mały i diabeł,
- Szewc Filip,
- Między brzegami,
- Dziewczyna z łódki,
- Koło.

## Charakterystyka

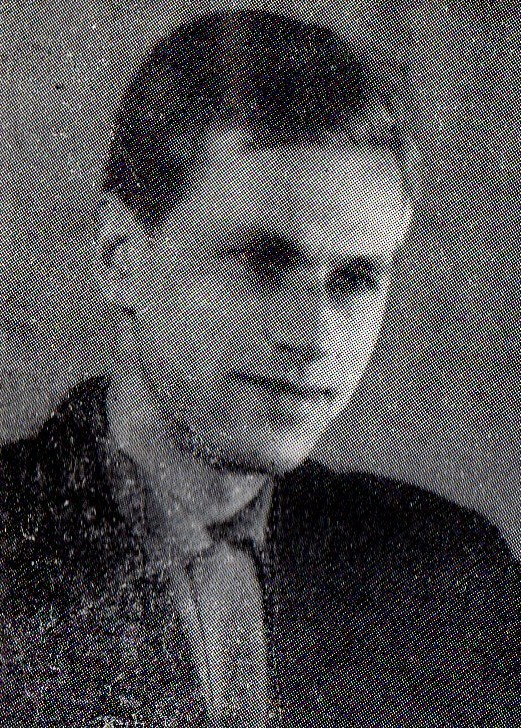
Kazimierz Orłoś w okresie pisania zbioru

Opowiadania zawarte w zbiorze pochodzą z lat 1958–1960 i były wcześniej publikowane osobno na łamach Twórczości, Współczesności, Kierunków i Orki. Opowiadanie Dziewczyna z łódki było debiutem pisarza (1958, Twórczość). Zbiór był natomiast debiutem książkowym Orłosia. Akcja większości opowiadań rozgrywa się w niewymienionej z nazwy wiosce położonej na mierzei, pomiędzy morzem i zalewem, posiadającej połączenia promowe (statkami) z miasteczkiem na drugim brzegu zalewu, oddalonym o około 20 km (Wieś leży na mierzei między morzem a Zalewem. [...] Do małego pomostu przybija statek i przywozi letników. [...] Statek płynie przez Zalew, a płynie z miasteczka po tamtej stronie). Powyższy opis pasuje tylko do jednej miejscowości w Polsce – Krynicy Morskiej.
Opowiadania realistycznie prezentują sceny z życia polskiej prowincji, a człowiek jest tu nierozerwalnie związany z naturą (woda, rybactwo). Cechuje je obiektywizm, regularny tok narracji, pochylenie się nad detalami życia bohaterów, a jednocześnie obecność pierwiastka lirycznego, czy nawet pewnego sentymentalizmu. Autorowi nieobca jest refleksja antropologiczna, czy też wgłębianie się w analizę relacji międzyludzkich. Szczególnie interesujący jest portret Pietrka – kilkuletniego chłopca, bohatera opowiadań, których akcja rozgrywa się w wiosce na mierzei. Trudna sytuacja w jakiej się znalazł (utrata rodziców, wychowywanie przez agresywnego wuja) sprzyja jego onirycznym refleksjom. Rzeczywistość opowiadań jest zatomizowana, więzy międzyludzkie rozluźnione, a oparcie w drugim człowieku co najmniej wątpliwe.

## Przyjęcie i adaptacja
Zbiór został bardzo dobrze przyjęty przez krytyków. W 1963 nakręcono na podstawie tytułowego opowiadania film Między brzegami w reżyserii Witolda Lesiewicza, gdzie Pietrka zagrał Marek Kondrat.